# Kyriákos Triantafyllídis
Kyriákos Triantafyllídis (né le 3 septembre 1944 à Palechóri) est un homme politique chypriote, membre du Parti progressiste des travailleurs (AKEL).
Il est élu député européen lors des élections européennes de 2004 à Chypre, et siège au groupe Gauche unitaire européenne/Gauche verte nordique (GUE/NLG).
Il est membre de la Commission du développement régional au Parlement européen, à la Délégation des relations avec l'Australie et la Nouvelle-Zélande, ainsi qu'à la Délégation de l'assemblée parlementaire Euro-Méditerranéenne.
Il est substitut à la Commission des libertés civiles, de la justice et des affaires intérieures, et substitut de la Délégation de la commission parlementaire UE-Turquie.

## Éducation
- 1964-1966 : Bachelor of Arts (BA) (Université Victoria de Wellington, Wellington, Nouvelle-Zélande)

## Carrière
- 1967 : diplômé professeur au collège de Christchurch (Nouvelle-Zélande)
- 1968-1970 : professeur d'anglais et études sociales à l'école Wanganui (Nouvelle-Zélande)
- 1971-1973 : ministre de l'Emploi et des Affaires sociales et des Relations industrielle de Chypre
- 1974-1982 : chef du personnel du groupe d'étude chypriote sur l'amiante
- 1982-1992 : directeur de l'administration publique et du personnel
- 1992-1996 : directeur de l'administration.
- 1992-2000 : directeur adjoint à l'immigration
- 2000-2004 : directeur général du ministère de l'intérieur
- 1996-2000 : sous-préfet de Famagouste
- depuis 1990 : représentant de Chypre au Conseil de l'Europe
- 2004-2014 : député européen